# Smicrotes bora
Smicrotes bora är en insektsart som beskrevs av Desutter-grandcolas 1992. Smicrotes bora ingår i släktet Smicrotes och familjen syrsor. Inga underarter finns listade i Catalogue of Life.